# Museum „Vergessene Arbeit“
Das Museum „Vergessene Arbeit“ in Steinhorst ist eine im Jahre 2005 gegründete Einrichtung der Bezirksgruppe Steinhorst-Sandesneben im Heimatbund und Geschichtsverein Herzogtum Lauenburg. Das Museum wird durch Spendengelder finanziert.
Das Museum befindet sich im Obergeschoss eines ehemaligen Kuhstalls der Steinhorster Kreisdomäne. Die 60 Meter lange Durchfahrtsscheune diente der Einlagerung von Futter- bzw. Strohvorräten.  Der 1879 errichtete zweigeschossige Backsteinbau hat im Obergeschoss einen offenen Dachstuhl. Auf einer Fläche von 1700 Quadratmetern ist eine Sammlung historischer Geräte aus verschiedenen Handwerksberufen, der Land- und Forstwirtschaft und dem Alltagsleben zu sehen. Dazu gehören eine Schuhmacherwerkstatt, ein Krämerladen, eine Buchbinderei und eine Druckerei. Seit 2021 – finanziert durch einen Zuschuss von knapp 19000 Euro aus dem Soforthilfeprogramm Heimatmuseen & Landwirtschaftliche Museen – ist dort zudem die komplette Einrichtung der historischen Ise-Apotheke aus Hamburg-Harvestehude integriert zu besichtigen. 
Außerdem gibt es eine Sammlung von Kutschen und Feuerwehrfahrzeugen. Einige der restaurierten Geräte und Maschinen sind funktionstüchtig und können unter Aufsicht bedient werden.
Neben den oben genannten Exponaten gibt es auch das Klassenzimmer aus einer Volksschule, eine Sammlung von Geräten der Unterhaltungselektronik, Film- und Fotokameras sowie Telefonapparate. In der museumseigenen Druckerei können die Besucher dem Drucker über die Schulter schauen und in der Buchbinderei sehen, wie ein Buch entsteht.
In Kooperation zwischen dem Landesarchiv Schleswig-Holstein und dem Museum „Vergessene Arbeit“ wurden es als Projekt des Europäischen Kulturerbejahres 2018 als ein Modell der Zusammenarbeit von Archiven und Museen erprobt. 
Das Museum wird von ehrenamtlichen Mitarbeiterinnen und Mitarbeitern betreut. Es ist regelmäßig jeden Mittwoch und am 1. Samstag im Monat geöffnet. In den Wintermonaten ist es geschlossen.
2021 wurde das Museum vom FDP-Kreisverband Herzogtum Lauenburg mit dem Liberalen Bürgerpreis 2021 ausgezeichnet.

## Museumspädagogik
Das Museum hat es sich zur Aufgabe gemacht, die Themen und Inhalte so anschaulich wie möglich zu gestalten. Nach Absprache können Workshops durchgeführt werden, und Kinder dürfen an bestimmten Stellen unter Aufsicht Geräte bedienen.